# Elezioni parlamentari in Serbia del 2000
Le elezioni parlamentari in Serbia del 2000 si sono tenute il 23 dicembre. Esse hanno visto la vittoria dell'Opposizione Democratica di Serbia guidata da Zoran Đinđić, che è divenuto Primo ministro.
A Đinđić, assassinato il 12 marzo 2003, è seguito Zoran Živković, dopo i brevi interim di Nebojša Čović e Žarko Korać.

## Risultati
| Liste                             | Voti      | %     | Seggi |
| --------------------------------- | --------- | ----- | ----- |
| Opposizione Democratica di Serbia | 2 404 758 | 65,69 | 176   |
| Partito Socialista di Serbia      | 516 326   | 14,10 | 37    |
| Partito Radicale Serbo            | 322 615   | 8,81  | 23    |
| Partito dell'Unità Serba          | 200 052   | 5,46  | 14    |
| Movimento del Rinnovamento Serbo  | 141 401   | 3,86  | –     |
| Partito Socialista Democratico    | 31 973    | 0,87  | –     |
| Partito Socialdemocratico Serbo   | 29 400    | 0,80  | –     |
| Sinistra Jugoslava                | 14 324    | 0,39  | –     |
| Totale                            | 3 660 849 | 100   | 250   |

1. ↑  Include: Partito Democratico, Partito Democratico di Serbia, Socialdemocrazia, Nuova Democrazia, Alleanza Civica di Serbia, Nuova Serbia, Partito Democratico Cristiano di Serbia, Lega dei Socialdemocratici di Voivodina, Alleanza degli Ungheresi di Voivodina,  Alternativa Democratica, Movimento per la Serbia Democratica, Centro Democratico, Unione Socialdemocratica, Coalizione della Voivodina, Riformisti di Voivodina, Partito Democratico del Sangiaccato, Movimento di Resistenza Serbo, Lega per la Šumadija, Associazione delle Unioni Libere e Indipendenti.